# 梁啟賢
梁啟賢，澳門時事評論員，大學政治學系教授兼系主任，澳門電台非時事節目（家賓）節目主持，與香港電台李燦榮相熟，也與他相同既是嘉賓節目主持又是時事評論員，澳門電台新聞及資訊節目科時事節目客席主持，過去曾短期擔任澳門電台新聞及資訊節目科記者兼主播。

## 職業
- 新聞記者兼主播（1995年-2000年）

- 大學學生（1991年-1995年，2000年-2006年）

- 時事評論員（2006年至今）

- 時事節目客席主持（2012年至今）

- 大學社會工作學系講師（2010年-2011年）

- 大學社會工作學系助理教授（2011年-2013年）

- 大學社會工作學系助理主任（2011年-2013年）

- 大學社會工作學系副教授（2013年-2015年）

- 大學社會工作學系副系主任（2013年-2015年）

- 大學社會工作學系教授（2015年至今）

- 大學社會工作學系系主任（2015年至今）

- 電台節目家賓主持（2010年至今）

## 簡歷
現任澳門理工學院社會工作學課程講師，主要教授青少年工作、社會工作與法律社會工作哲學及倫理，研究興趣是：青少年服務及政策、風險社會與社會政策。
梁啟賢是香港註冊社工，在加入澳門理工大學前，曾在香港擔任社工超過十年，工作經驗包括：青少年服務、新來港兒童服務及勞工服務。除了教學工作外，梁啟賢也擔任時事評論員，經常在電台及電視，就澳門及世界各地的時事發表意見。
最近的著作為與秦偉燊、胡敏妍合著的〈澳門家庭服務的現況及其挑戰〉(刊登於《澳門研究》第 75 期)。

## 學歷
-	UNIVERSITY OF MACAU - DOCTOR OF PHILOSOPHY IN PUBLIC ADMINISTRATION (2016)
-	THE CHINESE UNIVERSITY OF HONG KONG - MASTER OF SOCIAL WORK (2001)
-	THE HONG KONG POLYTECHNIC UNIVERSITY - BACHELOR OF SOCIAL WORK (1996)

## 任職公司
- 澳門電台（1995年-2000年，2010年至今，家賓及客席主持）

- 大學澳門母校（2010年至今）

## 主持節目
- 澳門電台（新聞及資訊節目科）

- 新聞簡報（1997年-2000年）

- 詳盡新聞報道（1997年-2000年）

- 澳門本地大事回顧（電台版，1998年及1999年）

- 澳門講場（時事節目，2012年至今，客席主持）

- 縱橫天下（時事節目，2012年至今，客席主持）

- 澳門電台（非時事節目）

- 小城大愛（家賓主持，2010年至今）